# GAZELA

Газогін Gazela на мапі Чехії

GAZELA — газопровід, який з'єднує пункти на північно-західній та південно-західній ділянках чесько-німецького кордону, забезпечуючи перетік газу до Південної Німеччини (Баварії), газова мережа якої в свою чергу з'єднана із Францією (через трубопровід MEGAL), Швейцарією та Італією. Ресурс на вихідну точку трубопроводу у Ольбернау/Брандов постачає введений в дію у 2011 році газопровід OPAL, підключений до «Північного потоку».
Спорудження об'єкту розпочалось у 2010 році, введення в дію припало на січень 2013-го. Власником трубопроводу є оператор чеської газотранспортної системи Net4gas. Довжина газопроводу склала 166 км, діаметр труби 1400 мм, робочий тиск 8,4 МПа.
Через GAZELA може прокачуватись до 33 млрд м³ на рік, що складає 60 % потужності «Північного потоку». Враховуючи тісний зв'язок між останнім та його продовженнями по території Німеччини та Чехії OPAL та GAZELA, у 2011 році Європейська комісія на пропозицію інвесторів цього нового газотранспортного коридора оголосила, що протягом 23 років газопровід GAZELA буде виведений з-під дії європейського законодавства про забезпечення доступу третіх осіб до інфраструктури.